# Rohtas Singh
Rohtas Dahiya Singh (ur. 2 lipca 1960) – indyjski zapaśnik walczący w obu stylach. Olimpijczyk z Los Angeles 1984, gdzie zajął piąte miejsce w kategorii 57 kg w stylu wolnym. Czwarty na igrzyskach azjatyckich w 1986. Brązowy medalista mistrzostw Azji w 1983 roku.
- Turniej w Los Angeles 1984

Pokonał zawodnika Kamerunu Simona N'Kondaga, Panamczyka Saúla Leslie. Przegrał z Portorykańczykiem Orlando Cáceresem i dwukrotnie z Japończykiem Hideaki Tomiyamą. W pojedynku o piątą lokatę zwyciężył Zorana Šorova z Jugosławii.
W roku 1998 został laureatem nagrody Arjuna Award.